# Надаш, Петер
Пе́тер На́даш (венг. Nádas Péter; 14 октября 1942, Будапешт) — венгерский прозаик и драматург.
Э. Кульчар Сабо относит Надаша к представителям литературы постмодернизма, в то время как российские исследователи утверждают, что «Надаша по справедливости относят к продолжателям традиций модернизма, связанным с эстетикой постмодернизма скорее на уровне мироощущения».

## Биография
Родился в семье Ласло Надаша и Клары Таубер. После прихода к власти нацистов из «Скрещённых стрел» его мать, будучи еврейкой и коммунисткой, бежала с сыном, которому только исполнилось 2 года, через Бачку в Нови-Сад, что спасло их жизни. Хотя его отец был коммунистом и крупным партийным чиновником после войны, обоих детей (Пала и Петера) крестили в реформатской (кальвинистской) церкви. Когда Петеру было 13, мать умерла от болезни, а в 1958 году отец, обвинённый в хищении (и оправданный судом) покончил с собой, оставив 16-летнего сына сиротой.
Изучал химию в техникуме. Работал фотографом и фотожурналистом. Закончил двухлетнюю школу журналистики Венгерского государственного союза журналистов. В 1965—1967 годах посещал философское отделение Вечернего университета марксизма-ленинизма, но государственный экзамен не сдавал.
В 1961—1963 годах работал в женском журнале «Nők Lapja», в 1965—1969 годах — в газете «Pest Megyei Hírlap», затем — свободный журналист. В 1974 году получил стипендию Университета Гумбольдта. В 1980—1981 годах был лектором драматического театра в Дьёре.
В 1984 году перебрался из Будапешта в небольшую деревню Гомбошсег на западе Венгрии. В 1990 году женился на Магде Шаламон, с которой жил в гражданском браке с 1962 года. В 1993 году пережил инфаркт и многочисленные операции.

## Творчество
Произведения объединены темой поисков собственного «я», утраты и обретения памяти, клинической смерти (что основано на личном опыте писателя). В настоящее время в Венгрии выпущено 12-томное собрание сочинений Надаша.
В ранних произведениях (сборники повестей и новелл «Библия», 1967 и «Поиски ключей», 1969) Надаш преимущественно изображает 1950-е годы через восприятие ребенка и стремится «уловить иррациональную природу отношений личности и истории, беззащитного человека и власти в тоталитарном обществе».
Относительно небольшая по объему книга Конец семейного романа, чье действие происходит в конце 1940-х годов, была написана в 1973, но из-за конфликта автора с цензурой вышла лишь в 1977 и сделала его одной из ключевых фигур венгерской «новой прозы». Главный герой романа — подросток Петер Шимон, живущий с дедом и бабкой в загородном доме и наблюдающий за «интеллектуальным поединком» деда и отца, причем дед, рассказывая внуку о судьбе своего еврейского рода, мыслит представлениями о судьбе и провидении, а отец — исходя из практики и целесообразности. В результате отец выступает лжесвидетелем на судебном процессе (ассоциирующемся с реальным процессом Райка), а затем гибнет в результате новых чисток режима Ракоши. Вскоре умирают дед и бабка, а подросток оказывается в интернате для детей репрессированных с садистскими порядками. Российские исследователи отмечают, что Надаш так подводит итог самому жанру «семейного романа» в венгерской литературе.
Второй роман Надаша «Книга воспоминаний» (1986, писался в течение 10 лет) стал грандиозным не только по объему (около 50 авторских листов) и сложности текста (некоторые фразы занимают 3-4 страницы), но и по замыслу и оценке венгерских критиков, а также по многочисленным переводам на другие языки (включая немецкий, английский и французский). Повествование (фиктивные воспоминания) в романе ведется от лица минимум четырех героев: в Германии начала XX века вымышленный писатель Томас Теннисен пишет воспоминания; в Будапеште другой герой участвует в революционной демонстрации 23 октября 1956 года; наконец, автор в начале 1970-х годов оказывается в Восточном Берлине. Критики сравнивали автора обычно с Прустом, но также с Музилем и Томасом Манном, отмечая также, что у автора анализ «я» человека связан с поиском смысла исторических событий, российские исследователи определяют центральную тему книги как «состояние несвободы, деформации личности».
В 2005 году Надаш опубликовал новый огромный трехтомный роман о Венгрии XX века «Параллельные истории», над которым работал 18 лет (состоит из трех томов: «Тихая провинция», «В глубинах ночи», «Дыхание свободы»; полторы тысячи страниц в английском переводе, 2011).

## Признание
Писатель награждён национальным орденом «За заслуги» (2007). Он отмечен национальными и международными премиями, среди которых — Премия Милана Фюшта (1978), Европейская литературная премия (1991), Премия имени Кошута (1992), Лейпцигская книжная премия за вклад в европейское взаимопонимание (1995), Премия Виленицы (1998), Премия Франца Кафки (2003), премия Шандора Мараи (2006) и др. Член Берлинской академии художеств (2006). В 2011, 2012 и 2013 годах был номинирован на Нобелевскую премию.

## Сочинения
- A biblia, 1967 («Библия», повесть)
- Egy családregény vége, 1977 («Конец семейного романа», рус. пер. 2003)
- Takarítás, 1977 («Уборка», драма)
- Találkozás, 1979 («Свидания», пьеса)
- Szerelem, 1979 («Любовь», роман)
- Emlékiratok könyve, 1986 («Книга воспоминаний», роман; французская премия за лучшую иностранную книгу, 1998)
- Saját halál, 2004 («Своя смерть», повесть, экранизирована Петером Форгачем, 2007)
- Párhuzamos történetek, 2005 («Параллельные жизнеописания», роман в новеллах; [[:de:Literatur- und Übersetzungspreis „Brücke Berlin“|премия Мост Берлин, 2012]])
- Szirénének, 2010 («Пение сирен», пьеса)

## Публикации на русском языке
- Конец семейного романа. М.: Три квадрата, 2004 ISBN 5-94607-044-9
- Тренинги свободы: Избранные эссе. М.: Три квадрата, 2004 ISBN 5-94607-048-1
- Собственная смерть // Иностранная литература, 2010, № 3
- Прогулка вокруг дикой груши, // Звезда, 2011, № 3; то же: Путешествие вокруг дикой груши. СПб.: Издательство Ивана Лимбаха, 2021. ISBN 978-5-89059-442-6
- Книга воспоминаний. Тверь: Kolonna publications, 2014 ISBN 978-5-98144-194-3
- Пьесы. СПб.: Jaromír Hladík press, 2021. ISBN 978-5-91994-115-6